# 迈克尔·惠勒
迈克尔·惠勒（英語：Michael Wheeler，1935年2月14日—2020年1月15日），英国男子田径运动员，主攻400米短跑。他曾代表英国参加1956年夏季奥林匹克运动会田径比赛，获得男子4×400米接力铜牌。